# エクストリーム・アイロニング

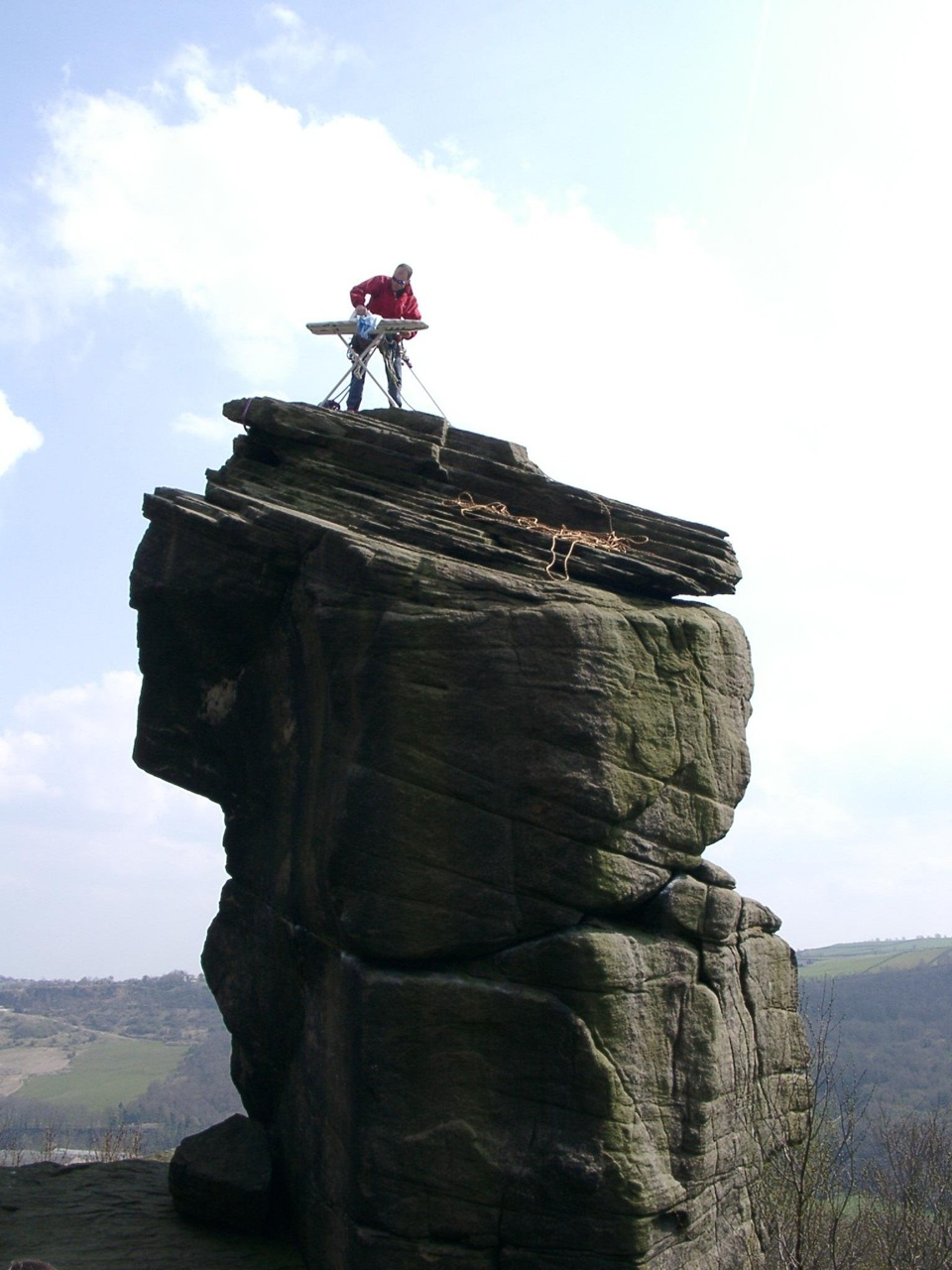
エクストリーム・アイロニング中の競技者。

エクストリーム・アイロニング（Extreme Ironing）は、人里離れた場所でアイロン台を広げて服にアイロンを掛けるエクストリームスポーツである。このスポーツのプレイヤーはアイロニスト (ironist) と呼ばれる。

## 概要
行なう場所としては、難易度の高いクライミングを伴う山の斜面や、森、カヌーの上、スキーやスノーボードの最中、大きな銅像の頂上、大通りの真ん中などがあり、アイロン掛け本来の目的をほとんど無視して、スキューバ・ダイビングをしながら行うこともあるほか、パラシュート降下中、湖の氷上でも行われた。これらのパフォーマンスは個人および団体でも行われる。
メディアの一部では、これが本当にスポーツであるかという議論があり、多くの場合それは広く冗談であると考えられている。「極限状態の場所で平然とアイロン台を出し、涼しい顔でアイロンがけを行う」事が基本原則であり、「衣服のシワを伸ばす」という本来のアイロンがけの目的は重要視されない。その為、海中や砂漠の真ん中も当然このスポーツの舞台となり得る。極限の自然環境下ではアイロンを稼働させる為の電源を確保する事は不可能に近い為、昔ながらの火延し鏝（電気が存在しなかった時代の、本来のアイロン）や充電式の物を使用したり、ガスバーナーでアイロン台の下から衣服を直接温めてアイロンがけをするという手法がとられる場合が多い。
エクストリーム・アイロニングは、エクストリームスポーツを行う刺激と、アイロンをすっきりと掛けたときに得られる満足感を組み合わせたものと言われる。このスポーツは一見パロディやいたずらのように見えるが、アイロニストたちの多くは極めて真剣である。ガーディアン紙はこのスポーツについて、イギリス人の持つエキセントリシティ（eccentricity：奇行）の伝統を踏襲したスポーツと紹介している。現在この競技に関するイベントの多くに、家電製品のメーカーであるロウェンタ社（Rowenta）がスポンサーとして参加している。
競技人口は、欧米を中心におよそ700人とされている。

## 歴史
このスポーツは、イギリスのイースト・ミッドランズ地域にあるレスター（Leicester）の住人、フィル・ショウ（Phil Shaw）が自宅の裏庭で行ったことに始まる。しかし、このスポーツはもはやイギリスだけのスポーツではない。1999年6月、ショウは、「スチーム」というあだ名の通り、蒸気が出るほどに奮起し、このスポーツを広めるための世界遠征に旅立ち、途中アメリカ、フィジー、ニュージーランド、オーストラリア、南アフリカなどに立ち寄った。ニュージーランドでドイツ人旅行者達と出会い、その出会いがエクストリーム・アイロニング事務局（Extreme Ironing Bureau, EIB）と、エクストリーム・アイロニング・ドイツ支部（German Extreme Ironing Section, GEIS）の設立のきっかけになった。
2002年9月には、初の世界大会がドイツ・ミュンヘン郊外のファライ (de:Valley) で行われた。エクストリーム・アイロニング・ドイツ支部が開催したこの第1回世界大会は成功を収め、世界各国のメディアの注目を引き付けた。参加者はオーストリア、オーストラリア、クロアチア、チリ、ドイツ、イギリスなど世界各国から集り、10ヶ国の参加者の全8チームが競技を行った。
このスポーツが考案されて以後、本流からの分派を自称する、アーバン・ハウスワーク（Urban Housework、"都市における家事労働"）という、アイロン掛けの代わりに野外で掃除機を掛けるグループができつつある。このグループは自然環境を乱し、植物が腐食せず、堆肥化をしなくなるような行為を行うために、アイロニスト達からは邪道と見做されている。これらはナショナル・ジオグラフィックで紹介された。
2002年12月、「エクストリーム・アイロニング： 勝利への道（Extreme Ironing: Pressing for Victory）」という題のドキュメンタリーをイギリスのチャンネル4が作成した。
2003年のロウェンタ杯は、南アフリカのウォルフバーグ・クラック（Wolfberg Cracks）にある峡谷の上でアイロン掛けを行ったグループに贈られた。彼らは高さが30mもある峡谷上に渡したロープにぶら下がりながらアイロン掛けを行った。その年の後半フィル・ショウは「エクストリーム・アイロニング（Extreme Ironing）」という本を出版した。また翌年には「空の下でアイロニング（Ironing Under the Sky）」というDVDが登場した。
2004年、事務局（EIB）はさらなるアイロニストを募集するため、ロウェンタ・ツアーと称してアメリカに旅立ち、マウント・ラッシュモア、ニューヨーク、デビルズタワーでアイロン掛けを行った。このツアーはアメリカのテレビ局 ABC の朝のニュース番組 "グッドモーニング・アメリカ" のインタビュー取材を受け、最高潮を迎えた。
2005年、日本にて「エクストリームアイロニングジャパン(Extreme Ironing Japan)」という公式活動団体が立ち上がり、代表の松澤等（まつざわひとし）を筆頭に、大塚、堤、金城、鳥井などのアスリートメンバーらが、世界で最も精力的な活動を日本国内にて行っている（2011年現在）。松澤は日本初のエクストリームアイロニング本「そこにシワがあるから（早川書房）」を出版している。
2008年3月には72人のダイバーによる水中での大人数エクストリーム・アイロニング記録が達成された。
続く2009年には前述の水中記録を破るために128人のスキューバ・ダイバーと6人の素潜りによる挑戦が行われ、最終的に86人が10分間水中アイロン掛けを行うことで新記録が達成された。これらの様子はイギリスのBBCニュースで放映された。
2011年4月18日、イギリスのロンドンのM1高速道路上で、火災のため通行封鎖された状況でエクストリーム・アイロニングが行われた。この様子はデイリー・テレグラフ紙上で報じられた。
2014年7月6日、日本の鹿児島大学で開催された世界的イベントTEDx (TEDxKagoshimaUniversity 2014) にて、エクストリームアイロニングから学ぶ人生の神髄について、エクストリームアイロニストクラブ代表 MAKIによりプレゼンテーション【共感を衝動へ -- Extreme Ironingのススメ】が行われ、後にYouTubeに公開された。

## オリンピック公認競技の提案
2004年のアテネオリンピックの直後、金メダルを5大会連続で獲得したスティーヴ・レッドグレーヴ（イギリスのボート競技の選手）が、「すばらしいスポーツだ。少し変わったところがいくつかあるけれど、あと数年もすればボート競技がオリンピックからはずされて、エクストリーム・アイロニングが入るかもしれないよ!」と、エクストリーム・アイロニングをオリンピック競技にした方がいいと後押しした。
創始者のスチームは「スティーブがボート競技を本気で終わらせようと考えている訳ではないと思うが、それでもイギリススポーツ界の第一人者に後押しされたのはすばらしいことだ。ひょっとすると、ボートを漕ぐ選手たちにまじって、エクストリーム・アイロニングという新しいスタイルのスポーツが始まるのを見ることができるかもしれない」と付け加えている。
これらの意見を擁護するために、スチームは懐疑派の人達に対し、アーティスティックスイミングとそのオリンピックにおける立場を考えてほしいと言っている。さらにオーストラリアのアイロニスト、ファブロン（Fabulon）は「カーリングというスポーツを見て欲しい。あれが冬季オリンピックの正式種目になるんだったらエクストリーム・アイロニングが正式種目として認識されるのに何の問題もない。」と言っている。

## 世界記録
このスポーツの最近の発展により、色々なエクストリーム・アイロニング世界記録が作られている。この流行は、イギリス人のアイロニスト二人組が、エベレストのベースキャンプでアイロン掛けを行ったことで始まった。記録はまもなくキリマンジャロの頂上（5859m）でアイロンを掛けた "南アフリカのY字の星"（South African Yster、"yster"はアフリカーンス語で鉄の意味）によって破られた。現在のアイロン掛け高度記録は、アルゼンチン・アコンカグアの頂上（6959m）でアイロン掛けを行った "アイロン男・カリック"（Iron Man Carrick）が保持している。"ホットプレート兄弟"（Hot Plate Brothers）もこの記録に挑戦したが、頂上に到達できなかった。
エクストリーム・アイロニング水中最深記録は、イギリス人のアイロニスト、ダイブ・ガール（Dive Girl）がエジプト沖で達成した、水深100mである。2005年1月、オーストラリアのスキューバダイビングのグループが、水中で43人同時にアイロン掛けを行うことにより、水中の多人数エクストリーム・アイロニング記録をニュージーランドのチームから奪取した。それ以来ニュージーランドのチームが挑戦を続けている。
2004年4月、クリース・ライトニン（Crease Lightnin'）が、アイロン掛けの道具を全て装着してロンドンマラソンに出場し、途中で服にアイロンを掛けながらフルマラソンを走破するという記録を達成した。リーズ在住のこのアイロニストはマラソンコースを4時間8分で走破した。
苛酷な状況で衣類にアイロンを掛けた最長の記録は、創始者であるフィル・ショウ（通称：スチーム）が 2003年12月に発祥の地であるレスター（Leicester）で達成した。彼はクリスマスの買物客が困惑している所の20メートル上空で、デビッド・ブレインというマジシャンが使うような透明で巨大な箱の中に入り、アイロン掛けを行った。
2006年7月、エクストリームアイロニングジャパン代表の松澤等が、日本最高峰である富士山を、25キロの発電機と、日常家事として使用している愛用のアイロンセットを背負って単独登頂、最高地点である剣が峰において、アイロンの熱源を完全に確保した上での、世界初の富士山頂アイロニングを成功させている（3776m.アイロン台の高さは含まず）。彼はその足で神奈川県の相模湾に向かい、山頂で使用したアイロン台を、サーフィンをしながら行う「サーフクルージングアイロニング」にて波乗りしながらのアイロン掛けでも使用。そして同日、相模湾の海底における水中アイロニングにおいても使用した。それは世界で唯一「居間と山頂と海上・海底を味わった、地球体感的アイロン台」として認定されている。
2014年8月、エクストリームアイロニストクラブ代表のアイロニスト MAKI 杉本真樹が、富士山山頂剣が峰3,776mへ、高さ1mのアイロン台を背負って登頂、日本最高峰アイロニング記録 3,777mを樹立した。
2022年8月、新進気鋭のアイロニスト TARO 橋本清太郎が、富士山山頂 剣が峰3,776mへ、高さ2mのアイロンを背負って登頂し、日本最高峰アイロニング記録3,778mを樹立した。

## 一般の文化での紹介
イギリスの人気ドラマ、イーストエンダーズ（EastEnders）の2004年8月2日の回で、エクストリーム・アイロニングが引用された。事務局 EIB によると、ドラマの登場人物がホットプレート兄弟の最高高度記録を引用したという。
エクストリーム・アイロニングは、アメリカのテレビ局CBSの番組、サタデー・モーニングのニュースで取り上げられたほか、ニューヨーク・タイムズ、ザ・サン、シドニー・モーニング・ヘラルド、カルカッタ・テレグラフ、ウォールストリート・ジャーナル、ワシントン・ポスト、トロント・スター、タイム、ESPN、フィナンシャル・タイムズなど多くのメディアで取り上げられた。
講談社の漫画誌『月刊アフタヌーン』に連載されているハトのおよめさん第108話（ハトビームの108；単行本第7巻に収録）において、準主人公「ハトのダンナ」の部下の趣味として登場した。
朝日新聞出版の週刊誌『AERA（アエラ）』2011年2月28日号「イチバンの現場」というコーナーに、松澤等による『筑波山頂アイロニング』の見開き写真が掲載された。
日経BP社の週刊誌『日経ビジネスアソシエ』2014年3月号（2014年2月10日発売）特集「ひらめき脳は作れる!」というコーナーに、杉本真樹による『医療革命　「直感」で生み、「共感」で育てよう』の実践として, 福島県吾妻小富士山頂での火山噴火口溶岩エクストリームアイロニングが写真とともに紹介された。

## 関連書籍
- Phil Shaw (2005-03-30) (英語). Extreme Ironing. New Holland Books. ISBN 1843305550
- Ironing Under The Sky - The Story Of Extreme Ironing (DVD) (英語). Hot Under the Collar Productions. 2004. ASIN B0007ODWO0。
- 松澤等『そこにシワがあるから エクストリーム・アイロニング奮闘記』早川書房〈ハヤカワ・ノンフィクション〉、2008年10月16日。ISBN 978-4-15-208967-0。

## 同傾向のエクストリームスポーツ
- アーバン・ハウスワーク（都市における家事労働） - 野外で掃除機を掛ける。
- エクストリーム・会計事務 - 管理会計協会 CIMA と会計ソフトウェアの会社 CODA が協賛している。
- エクストリーム・サンドイッチ - マーマイト（ビール酵母から作ったマーガリンのようなもの）の販売戦略のために行ったコンテスト。
- エクストリーム・アルカノイド - 場末の温泉宿のゲームコーナー等、より辺鄙な場所でアルカノイドのスコアランキング更新を競う。
- エクストリーム出社 - 観光、海水浴、登山などのアクティビティをこなしたのち、定刻までに出社をするサラリーマン向けスポーツ